# The Frozen Ground
The Frozen Ground er en amerikansk thriller fra 2013 skrevet og instrueret af Scott Walker.
Filmen er baseret på jagten efter seriemorderen Robert Hansen (1939-2014) fra Alaska i starten af 1980'erne.
Robert Hansen dræbte mindst 17 unge kvinder. Han kidnappede dem, tog dem ud i Alaskas ødemark, hvor han skød og begravede dem.

## Medvirkende
- Nicolas Cage som kriminalkommissær Jack Halcombe
- John Cusack som Robert Hansen
- Vanessa Hudgens som Cindy Paulson
- 50 cent som alfonsen Clate Johnson
- Radha Mitchell som Allie Halcombe
- Jodi Lyn O'Keefe som Chelle Ringell
- Dean Norris som betjent Lyle Haugsven
- Katherine LaNasa som Fran Hansen
- Matt Gerald som Ed Stauber
- Ryan O'Nan som Gregg Baker
- Kurt Fuller som advokat Pat Clives
- Kevin Dunn som betjent Bob Jent
- Mark Smith som sikkerhedschef
- Gia Mantegna som Debbie Peters
- Michael McGrady som vicedeputeret John Gentile
- Brad William Henke som Carl Galenski
- Bostin Christopher som Al
- Taylor Tracy som Sandy Halcombe
- Ron Holmstrom som advokat Mike Rule
- Lacey Walker som en blond stripper